# Angelika Jurkowianiec
Angelika Jurkowianiec (Opole, 8 de abril de 1996) es una reina de belleza, estudiante de análisis médico y empleada de una clínica dental polaca. Fue coronada Miss Polski 2023, representó a su país natal en Miss Universo 2023. También representará a Polonia en Miss Supranacional 2024.

## Biografía
Empezó a modelar a la edad de 13 años. En 2016, ingresó a la Universidad de Ciencia y Tecnología de Wrocław, Silesia, Polonia, para estudiar biotecnología. En septiembre de 2017, ingresó al Collegium Medicum w Bydgoszczy UMK w Toruniu en Bydgoszcz, Voivodato de Kuyavia y Pomerania, Polonia, para estudiar analítica médica.
Ella viene de Namysłów, Polonia. Se graduó en una escuela de música de primer nivel y a los 16 años empezó a trabajar como modelo y a colaborar con agencias tanto en Polonia como en el extranjero. Como modelo, apareció, entre otras cosas, en la portada de la revista Mirror.

## Concursos de belleza

### Miss Polski 2023
El 16 de julio de 2023 en el Anfiteatro del Parque Strzelecki en Nowy Sacz, Polonia, imponiéndose a 31 competidoras para ganar el título nacional.

### Miss Universo 2023
El 18 de noviembre de 2023, representó a Polonia en la edición número 72. En la final no logró entrar en el cuadro de cuartofinalistas.